# Phyllis Chinn
Phyllis Zweig Chinn (z domu Zweig, ur. 26 września 1941 w Rochester) – amerykańska matematyczka, profesor matematyki, women’s studies i przygotowania do nauczania na Humboldt State University w Kalifornii. Jej publikacje dotyczą teorii grafów, edukacji matematycznej i historii kobiet w matematyce.

## Edukacja i kariera
Chinn urodziła się w Rochester w stanie Nowy Jork, a w 1962 roku ukończyła studia na Brandeis University. Doktorat zdobyła w 1969 roku na Uniwersytecie Kalifornijskim w Santa Barbara z rozprawą doktorską na temat izomorfizmu grafów pod kierunkiem Paula Kelly’ego. W latach 1969–1975 wykładała w Towson State College, szkole dla nauczycieli w Maryland i piastowała to stanowisko do 1974 roku, przed przeprowadzką do Humboldt State University (jeden z kampusów California State University). Była tam pierwszą kobietą profesor matematyki; jedyną inną kobietą profesor w naukach ścisłych była biolożka.
W 1997 roku została przewodniczącą wydziału matematyki w Humboldt State University.

## Wkład
Chinn napisała wysoko cytowaną pracę na temat graph bandwidth, zbiorów dominujących oraz przepustowości pasm (bandwidth).
Chinn jest również zapaloną żonglerką i w latach 80. założyła klub żonglerski w Humboldt State University.

## Uznanie
Humboldt State uznał Chinn jako wybitną profesor w latach 1988–1989. Była laureatką Nagrody Louise Hay w 2010 r. za wkład w edukację matematyczną, przyznawaną przez Stowarzyszenie Kobiet Matematyki, za pracę nad poprawą nauczania matematyki na poziomie szkoły średniej i wyższej oraz zachęcenie młodych kobiet do zostania matematyczkami.
Ma liczbę Erdősa równą 1.